# Башев, Максим Георгиевич
 Башев Максим Георгиевич (род. 8 ноября 1961, Москва, СССР) — современный российский художник.

## Биография
Максим Башев родился 8 ноября 1961 года в Москве.
Окончил Кропоткинскую художественную школу № 1 в Москве.
Своим учителем считает известного художника и философа Луиса Ортега, с которым был знаком с 1986 года.
С 1986 года Башев начинает активно выставлять свою живопись. Участвует в ряде выставок, как в России, так и за рубежом.
В 1989 году принимает участие в крупнейшей международной ярмарке современного искусства Art Basel (Базель, Швейцария).
В 2003 году частвует в аукционе «Aldo Castillo gallery» (Чикаго, США).
С 2009 года сотрудничает с 11.12 GALLERY (Винзавод, Москва)

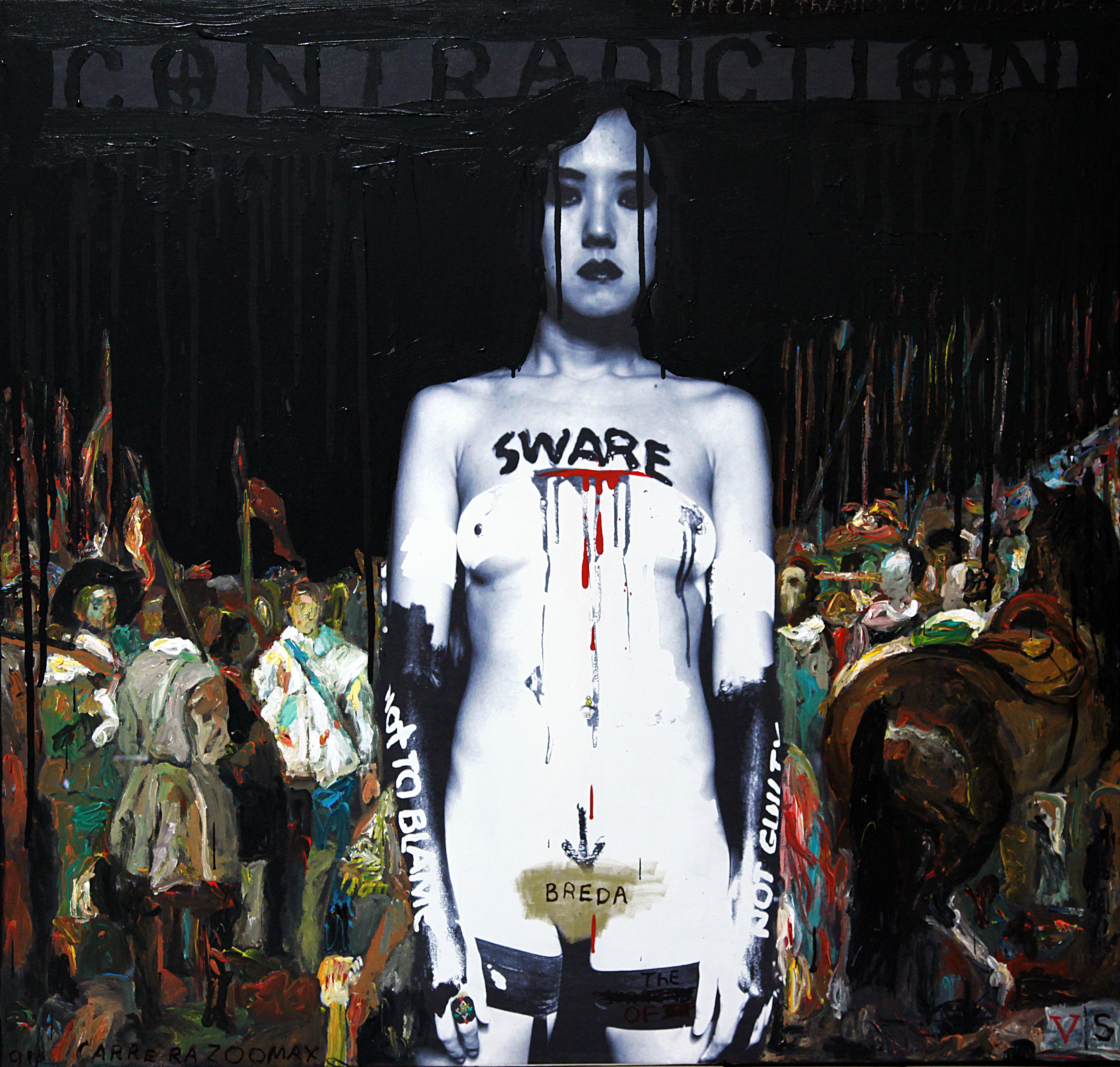
Максим Башев Breda 2016 холст акрил 200 х 130 см

Работы художника находятся в коллекциях: Московский музей современного искусства, галереях Volheiben Calw, Red Line Gallery в Германии.

## Творчество

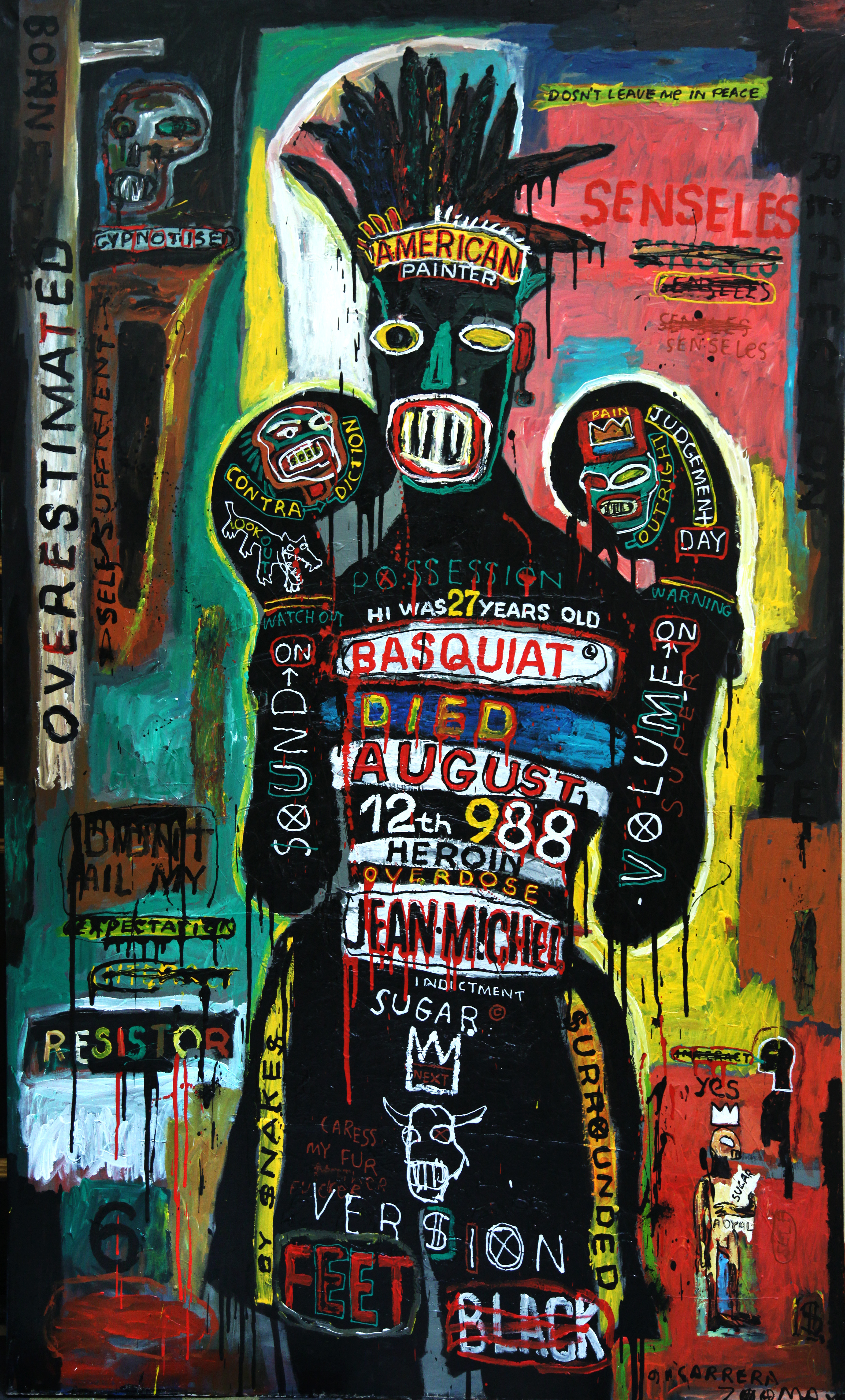
Максим Башев Баскья 2015 холст акрил 200 х 130 см

Максим Башев — художник-авангардист, работающий в смешанной технике.
Среди авторов, повлиявших на становление творчества, выделает: Сальвадора Дали, Жана-Мишель Баскиа, Кита Харинга, Жана Дюбюффе, Роберта Раушенберга, Сая Твомбли.
Одной из черт творческой манеры Максима Башева является интегрирование фотопортретов (Башев создает их сам) в живописные
произведения.

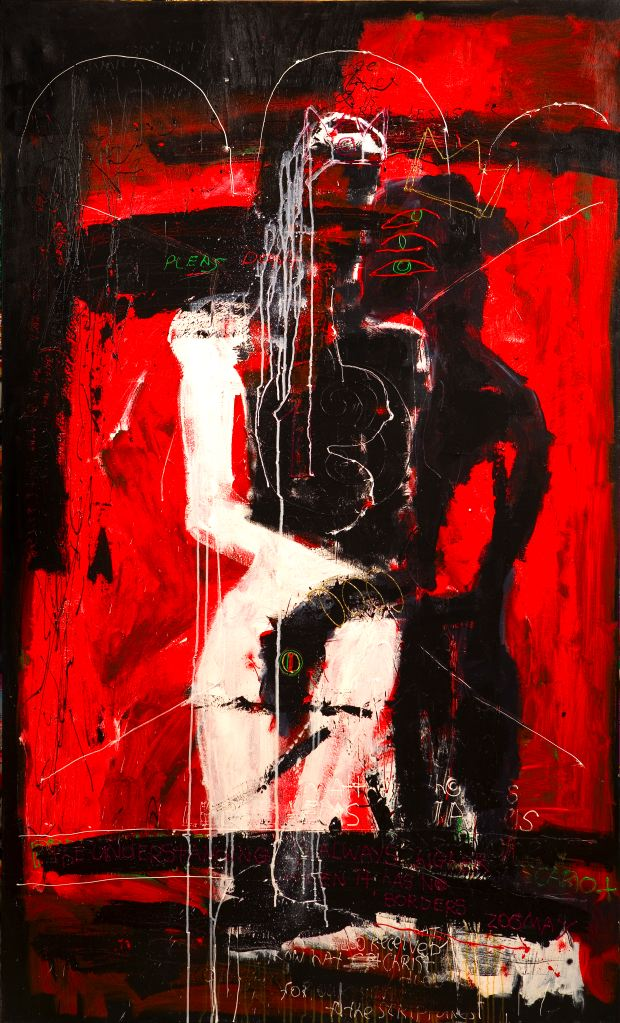
Максим Башев Please don’t 2006 холст акрил 200 х 130 см

В проекте In Vogue художник обращается к эстетике fashion-фотографии «В полотнах, выполненных в смешанной технике, Башев смотрит на моду под непривычным углом. К производству таких журналов, как Vogue, Elle и L’Officiel, привлекались ведущие профессионалы индустрии моды. Лучшие образцы того продукта, который они создавали, несомненно можно считать произведениями искусства».
«Иронизируя над уже готовыми произведениями, Максим Башев создает свое искусство. Образы глянцевого мира, помещенные в новый контекст, меняют свой первоначальный смысл. Глядя на моду, художник предлагает зрителю более живой вариант ее восприятия».
Еще одной особенностью творчества автора является обращение к великим шедеврам прошлого, помещая их сюжеты в свои произведения. Сам автор называет такие работы «ремейками прошлого».

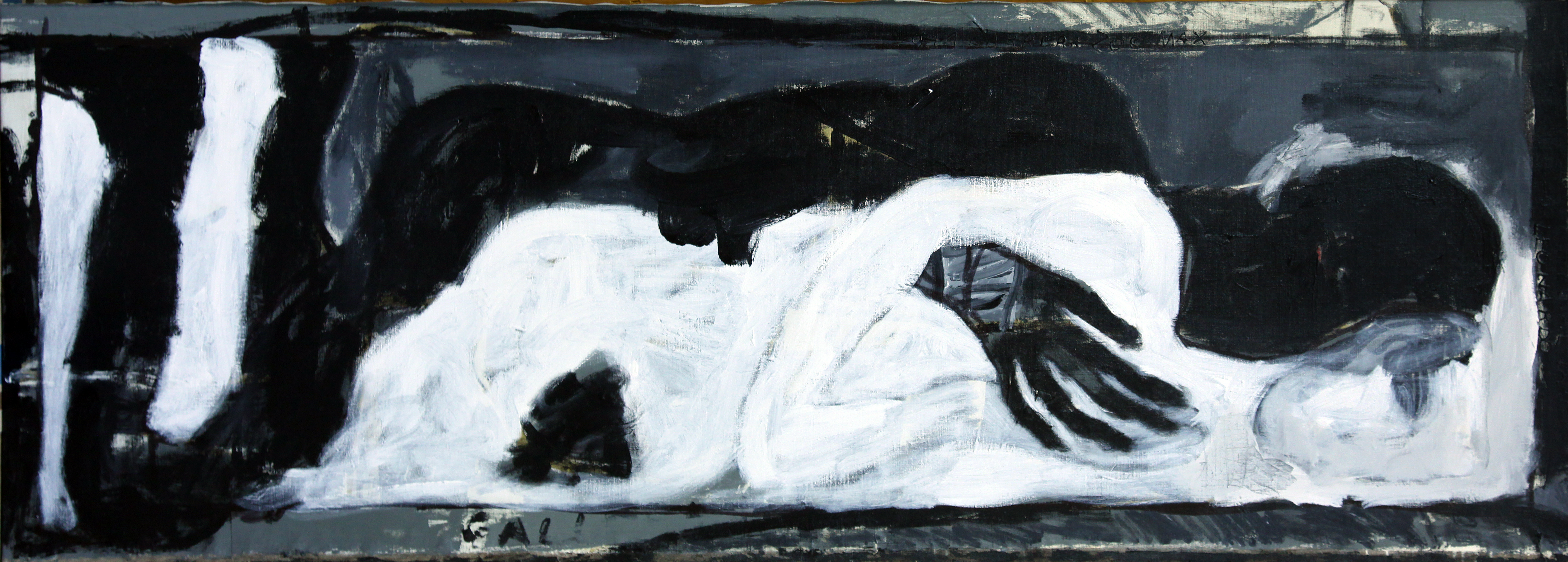
Максим Башев Reunion 2014 холст акрил, 200 х 70 см

«Моменты этнической пластики у Максима Башева так же, как и в городских субкультурах, соединяют современность с историей и мифологией. Башев включает исторические образы в современные контексты и подтягивает современные образы к мифологическим историям. Время переживается как историческая сингулярность».

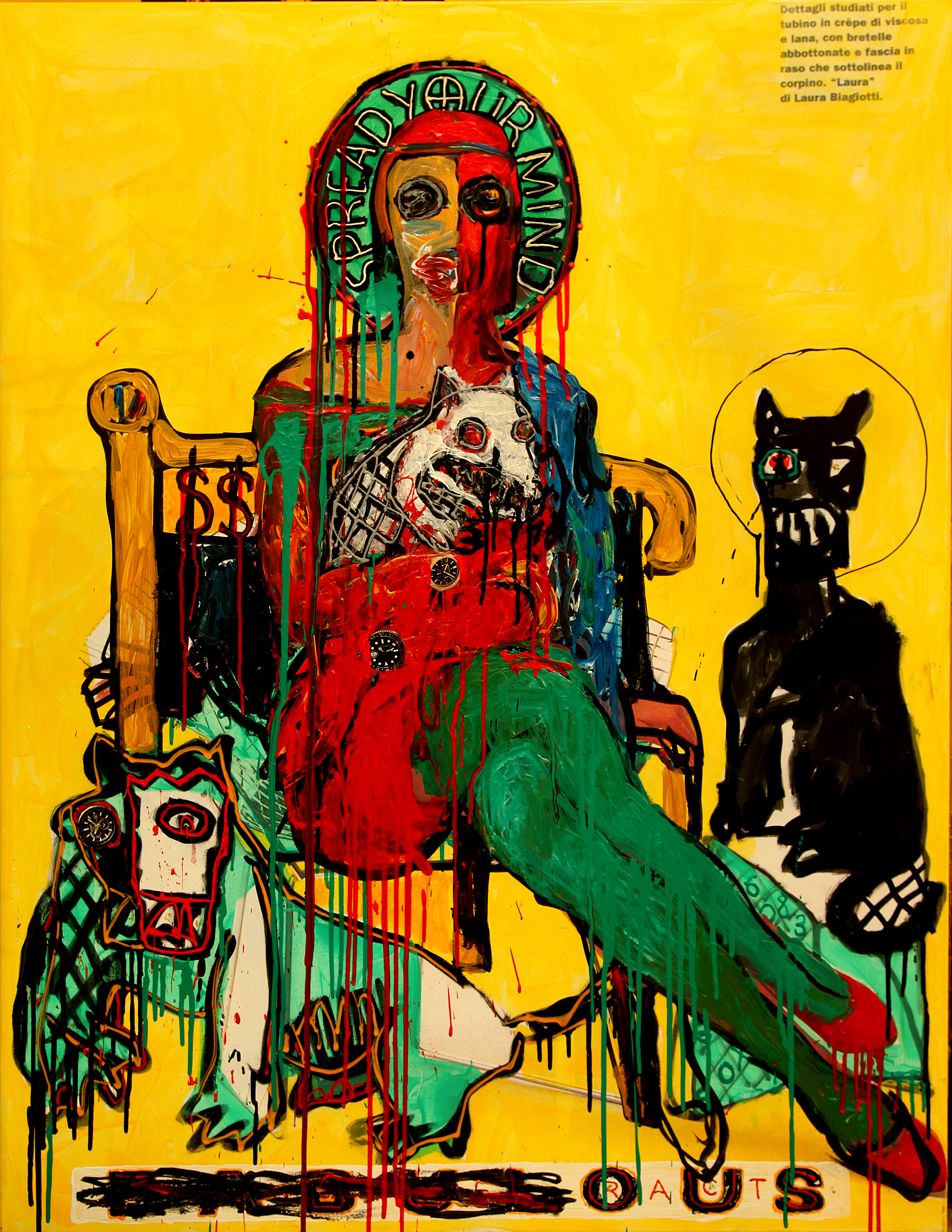
Максим Башев Glamour 2016 холст акрил смешанная техника 130 х 100 см

Арт критик Александр Евангели: «Работы Максима Башева можно рассматривать как форму неодадаистской практики. Его Картины вдохновляет андерграундная культура, в диалоге с которой они созданы. В этой культуре отражен эстетический террор по отношению к обществу, которое стремится к спокойной обыденности. Энергичные и порою провокативные образы, напоминают зрителям о социо-политических проблемах. Творчество Башева — брутальная художественная практика, разрушающая любые жанровые границы».

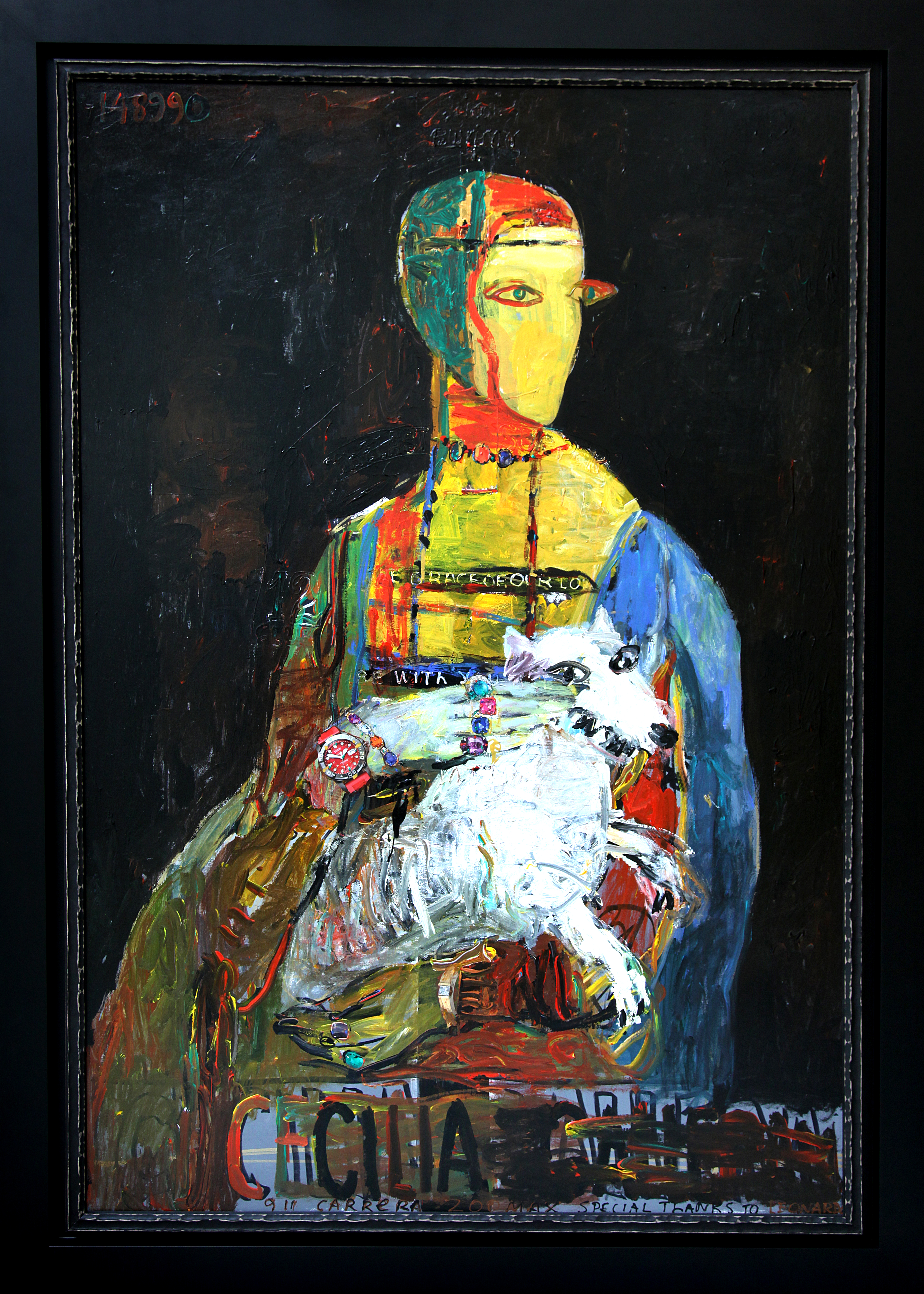
Максим Башев Cicilia with anrmine 1015, холст акрил 150 х 100 см

### Персональные выставки
2015
In Vogue, 11.12 GALLERY, Москва
2014
Портретное сходство, 11.12 GALLERY, Москва
2013
Special Thanks to… 11. 12 GALLERY, Singapore
2011
Fuck your Laws, 11.12 GALLERY, Винзавод, Москва
2002
No name, Sam Brooke gallery, Германия
2000
Натурвита, Галерея С’АРТ, Москва
1990
No name, Штутгарте, Германии
1987
Живопись, Государственный Алмазный Фонд, Московский Кремль

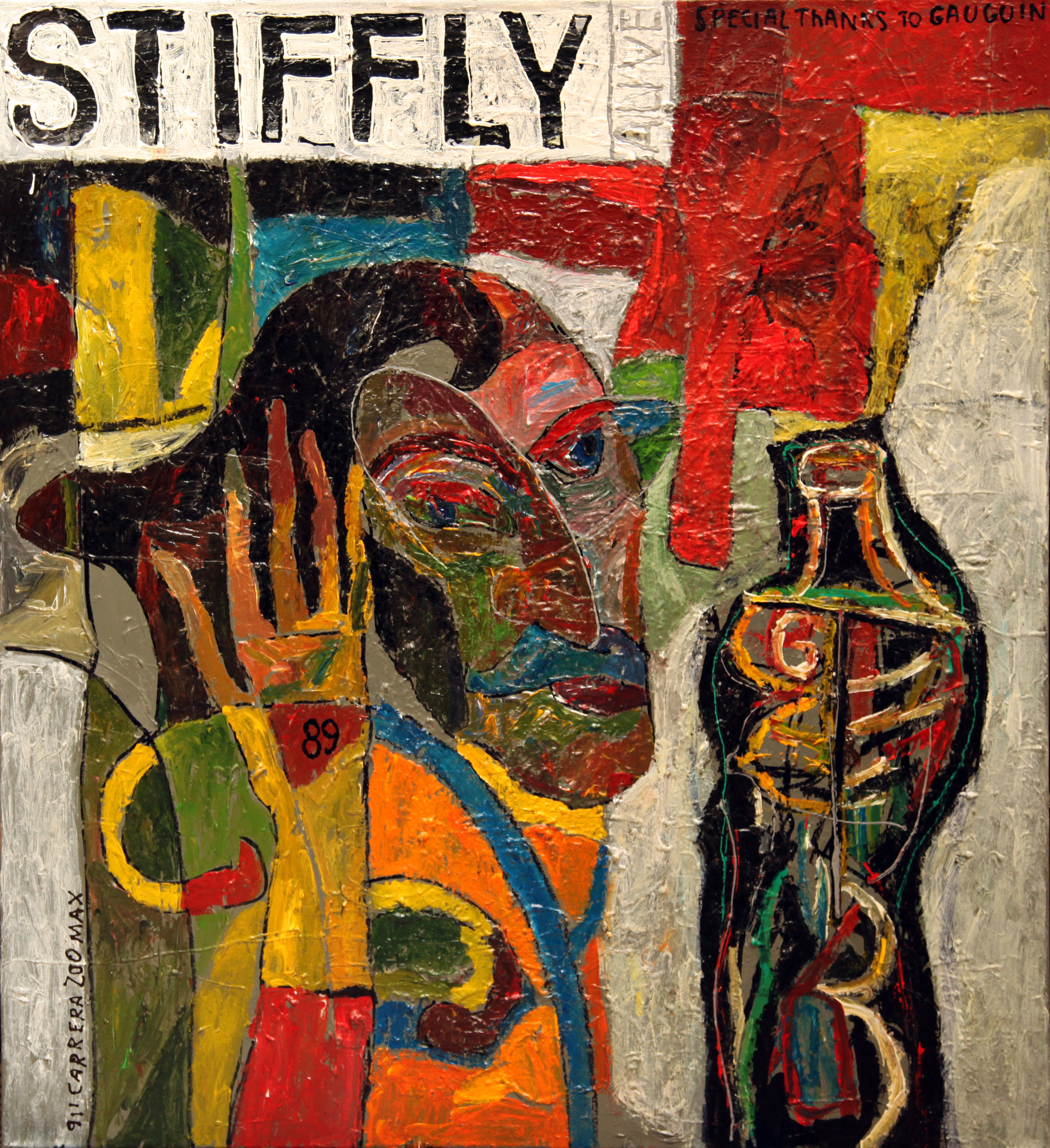
Максим Башев Stiffly 2016 Холст акрил 120 х 100 см

### Групповые выставки
2015
Ты так не сможешь, 11.12 GALLERY, Москва
2014
К полету готов?, Московский музей современного искусства, Москва
2011
Mixed media, 11.12 GALLERY, Москва
2010
Живопись, Scottsdale , Феникс, США
2007

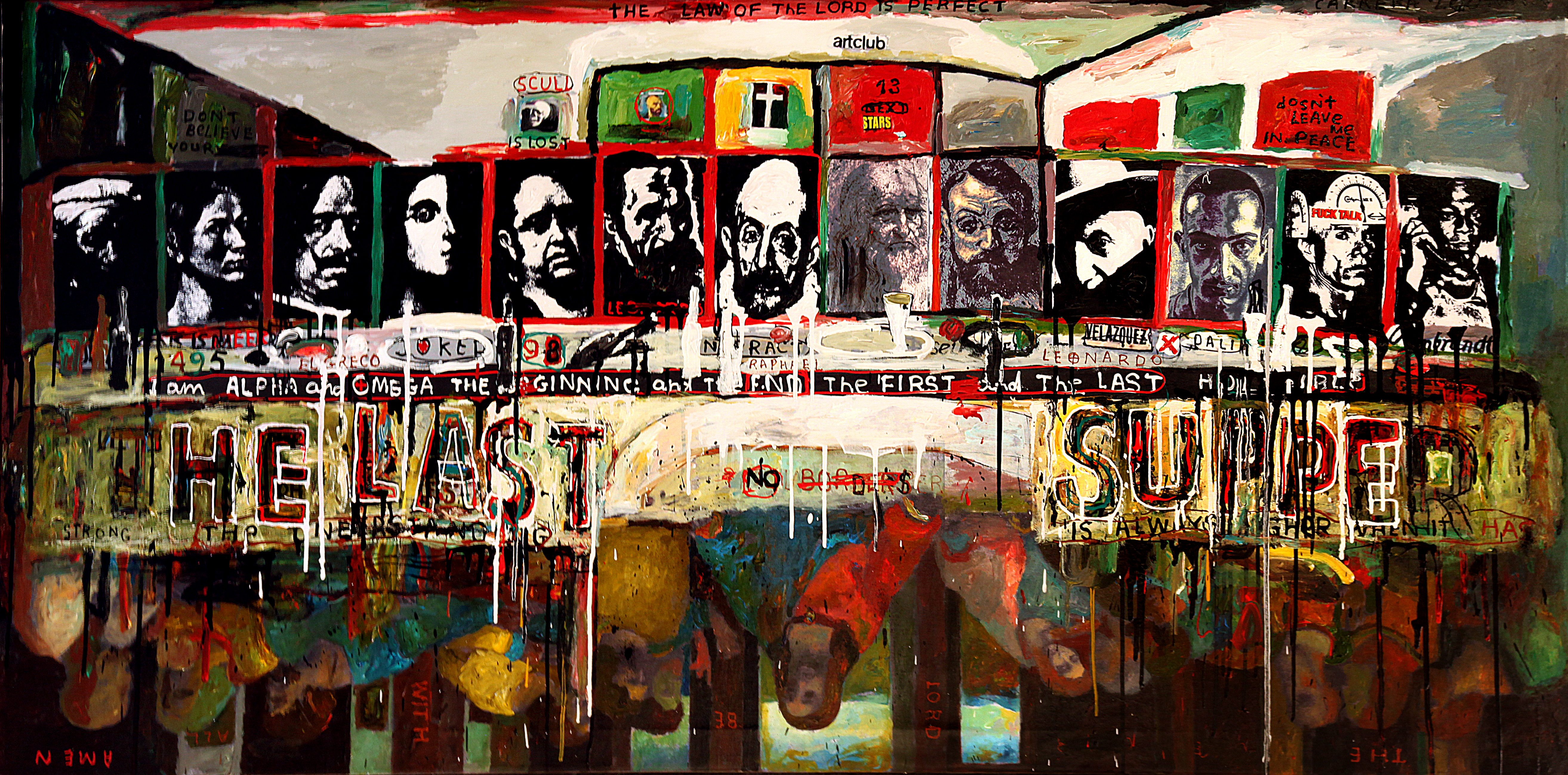
Максим Башев The last Supper 2016 холст акрил 200 х 100 см

New Angelarium, Московский музей современного искусства, Москва
2005
Art Constitution Московский музей современного искусства, Москва
2004
Искусство и война, Aldo Castillo gallery, Chicago, США
1992
Золотая кисть, Крымский Вал, Москва
1990
No name, Volheiben Gallery, Кальв, Германия

### Международные художественные ярмарки
2016
Art New York Context, Нью-Йорк
2015
Art Maimi Context, Майами
2013
ArtStage Singapore, Сингапур
2012
Арт Москва, Москва
2011
Арт Чикаго, США
2010
Арт Киев, Украина
1993
Арт миф, Манеж
1991
Арт миф, Манеж
1989
Art Basel, Базель, Швейцария